# کویول شاوکی

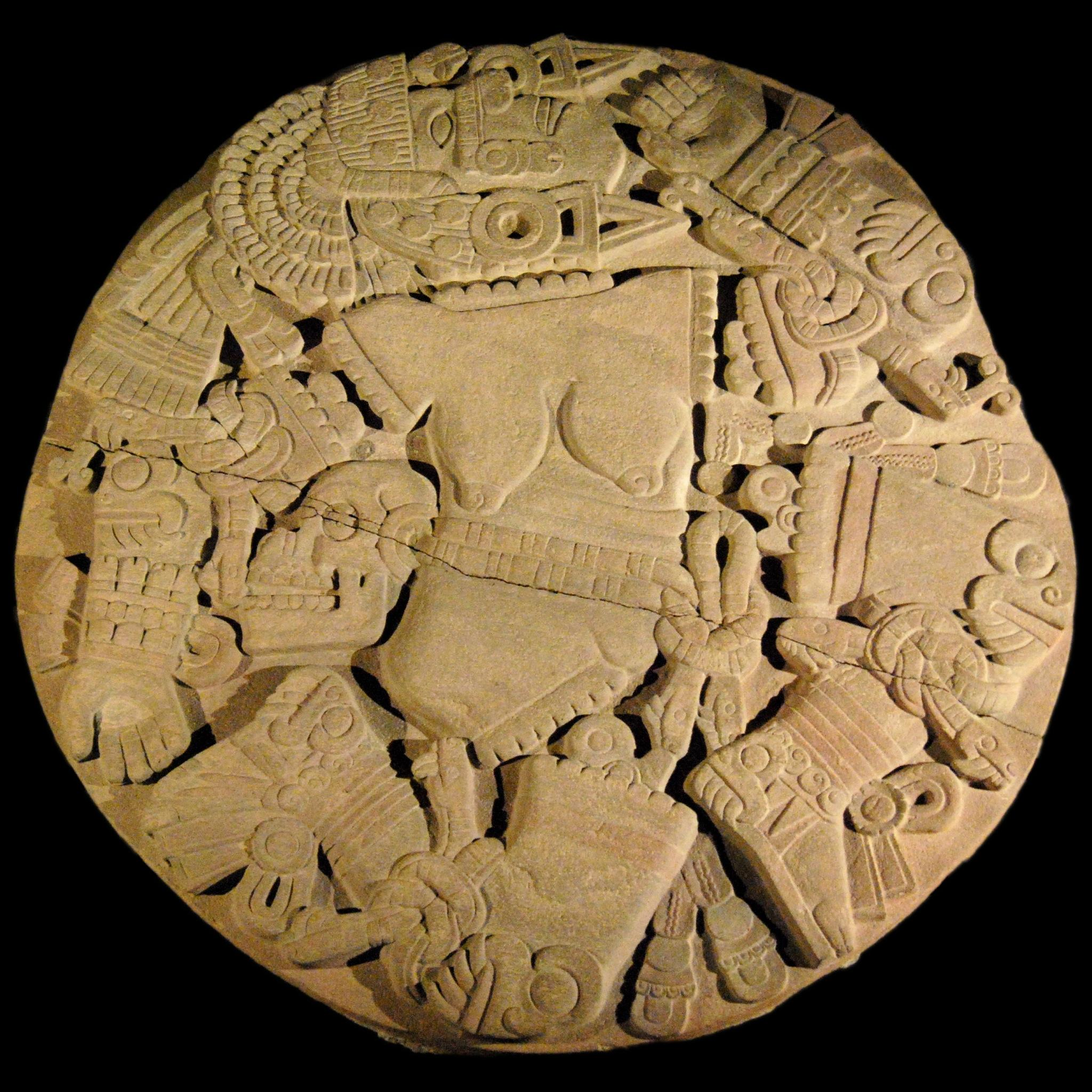
صفحه‌ای که بر آن یادبودی از کویول شاوکی درج شده‌است، این صفحه در طی ساخت و سازهایی که در سال 1978 در مکزیکو سیتی انجام می‌شد، کشف گردید و کشف آن منجر به حفاری‌هایی شد که به اکتشاف معبد مایور منتهی گردیدند.

در اسطوره‌شناسی آزتک، کویول شاوکی (به ناهواتل کلاسیک: Coyolxāuhqui یا: [kojoɬˈʃa:ʍki]، به معنای: «صورت ترسیم شده با زنگوله‌ها)، یکی از دخترهای کواتلیکوئه و میشکواتل بود که رهبری سنتسون اویتسناوا، خدایان ستاره را بر عهده داشت. کویول شاوکی یک شعبده باز قدرتمند بود و خواهر و برادران خود را در حمله به مادرشان، کواتلیکوئه راهبری و هدایت کرد. این یورش، به این دلیل صورت پذیرفت که، کواتلیکوئه باردار شده بود.
کویول شاوکی، ایزدبانوی ماه، تاریکی و شب، خواهر ناتنی اویتسوپوچتلی است، که بنابر اساطیر، اویتسوپوچتلی وی را، پس از تولد خویش به قتل رسانید و بدن پاره پاره خواهر را، در پای تپهٔ کواتپک انداخت.
چهرهٔ این ایزدبانو را زنگوله‌ها زینت بخشیده‌اند، و نمادهای بسیاری در نقش وی دیده می‌شود:
گوشواره به شکل پرتوهای خورشید، پنجه‌های عقاب، مارهای به هم تنیده، جمجمهٔ مرده در کمربند و اشکهای خون آلود.
مجسمه کویول شاوکی در پای پلکان معبد اویتسوپوچتلی قرار داشت و احتمالاً بدن قربانی را از پلکان پائین انداخته و در پای این مجسمه، قطعه قطعه می‌کردند.
کویول شاوکی تا اندازه‌ای از چانتیکو اشتقاق یافته که یک ایزدبانوی آتش ِناشناخته در مکزیک مرکزی است.
واژه کویول شاوکی، به معنای زنگوله‌های رنگ شده‌است و عموماً وی با یک جفت زنگولهٔ فلزی بر گونه‌هایش، نشان داده می‌شود. چند برادر موسوم به سنستون اویتسناوا او را همراهی می‌کنند.